# Sruthy Jayan
Sruthy Jayan är en indisk skådespelare som medverkar i filmer på malayalam.

## Filmografi

### Filmer
- Alla filmer är på malayalam, om inte annat anges

| År   | Titel                        | Roll             | Anmärkningar | Ref.  |
| ---- | ---------------------------- | ---------------- | ------------ | ----- |
| 2017 | Angamaly Diaries             | Alice            |              |       |
| 2017 | Paippin Chuvattile Pranayam  | Reshmi           |              |       |
| 2018 | Nithyaharitha Nayakan        | Reshma           |              |       |
| 2019 | June                         | Maya             |              |       |
| 2019 | Sathyam Paranja Viswasikkuvo | Jessy            |              | [ 4 ] |
| 2019 | Janamaithri                  | Pushpa           |              |       |
| 2021 | Kaanekkaane                  | Tara Arun        |              |       |
| 2021 | Ellam Sheriyakum             | Ajitha Narayanan |              |       |
| 2022 | Heaven                       | Ancy John        |              |       |
| 2022 | Dahini - The Witch           | Pallavi          | Hindi-film   | [ 5 ] |
| 2022 | Momo in Dubai                | Skollärare       |              | [ 6 ] |
| 2023 | Iratta                       | Saradha          |              | [ 7 ] |
| 2023 | Kurukkan                     | SI Reena Mathew  |              |       |
| 2023 | Corona Dhavan                | Swapna           |              |       |
| 2023 | Maharani                     | Kavya            |              |       |
| 2024 | Narudi Brathuku Natana       | Lekha            | Telugu-film  |       |
| 2025 | Am Ah                        |                  |              |       |
| 2025 | Chattuli                     |                  |              |       |

### Tv
| År   | Titel              | Roll    | Språk  | Tv-nätverk         | Anmärkningar | Ref. |
| ---- | ------------------ | ------- | ------ | ------------------ | ------------ | ---- |
| 2019 | Gods of Dharmapuri | Saroja  | telugu | ZEE5               |              |      |
| 2019 | Queen              | Mälar   | tamil  | MX Player          |              |      |
| 2023 | Dhootha            | Kalpana | telugu | Amazon Prime Video |              |      |

### Kortfilmer
| År   | Filmtitel                 | Roll         | Anmärkningar | Ref.  |
| ---- | ------------------------- | ------------ | ------------ | ----- |
| 2019 | Iddah: The God's Decision | Qamarunnisah |              |       |
| 2020 | Go For A Girl             | Gravid fru   |              | [ 8 ] |